# Cala Son Moll
Die Cala Son Moll ist eine Badebucht in Cala Rajada im Nordosten der Baleareninsel Mallorca.

## Lage
Die Cala Son Moll liegt an der Placa Son Moll, umgeben von mehreren Hotels, an der Straße nach Capdepera bzw. nach Sa Font de sa Cala südlich des Hafens von Cala Rajada. Sie ist sehr gut über eine Uferpromenade erreichbar.

## Strand
Der Sandstrand ist nur 200 Meter lang und wegen seiner günstigen Lage inmitten von Hotels sehr überlaufen.